# Condado de Drew
El condado de Drew (en inglés: Drew County), fundado en 1846, es un condado del estado estadounidense de Arkansas. En el 2000 tenía una población de 18 723 habitantes con una densidad poblacional de 8.73 personas por km². La sede del condado es Monticello.

## Geografía
Según la Oficina del Censo, el condado tiene un área total de 2164 km² (835,5 mi²), de la cual 2145 km² (828,2 mi²) es tierra y 19 km² (7,3 mi²) es agua.

### Condados adyacentes
- Condado de Lincoln  (norte)
- Condado de Desha  (noreste)
- Condado de Chicot  (sureste)
- Condado de Ashley  (sur)
- Condado de Bradley  (oeste)
- Condado de Cleveland  (noroeste)

### Ciudades y pueblos
- Jerome
- Monticello
- Tillar
- Wilmar
- Winchester

## Principales carreteras
- U.S. Highway 165
- U.S. Highway 278
- U.S. Highway 425
- Highway 4
- Highway 8
- Highway 35
- Highway 133
- Highway 530